# José Lampra Cà
José Lampra Cà (Blom, 5 de janeiro de 1964) é um clérigo guineense e bispo católico romano de Bissau.
José Lampra Cà recebeu o Sacramento da Ordem em 27 de dezembro de 1997 do Bispo de Bissau, Settimio Arturo Ferrazzetta OFM.
Em 13 de maio de 2011, o Papa Bento XVI o nomeou bispo auxiliar de Bissau e bispo titular de Leptimino. O bispo de Bissau, D. José Câmnate na Bissign, consagrou-o bispo a 12 de novembro do mesmo ano; Co-consagrantes foram Carlos Pedro Zilli PIME, Bispo de Bafatá, e Luis Mariano Montemayor, Núncio Apostólico no Senegal, Cabo Verde e Guiné-Bissau e Delegado Apostólico na Mauritânia. 
A 11 de julho de 2020, José Lampra Cà tornou-se também Administrador Apostólico do bispado vago de Bissau.
O Papa Francisco o nomeou Bispo de Bissau em 10 de dezembro de 2021. A posse ocorreu em 29 de janeiro de 2022.